# مكتب البحوث السياسية المركزي
مكتب أبحاث السياسات المركزية هو مؤسسة تابعة للجنة المركزية للحزب الشيوعي الصيني مسؤولة عن تقديم توصيات وسياسات ورؤى حول مسائل الحكم، والتي تمتد إلى المجالات السياسية والاجتماعية والاقتصادية. المكتب مسؤول عن صياغة أيديولوجية ونظريات الحزب الشيوعي الصيني، فضلاً عن التصريحات السياسية المختلفة في المؤتمرات الرئيسية أو الجلسات العامة.

## تاريخ
تأسس المكتب في عام 1981،  بعد الثورة الثقافية. كان في البداية مكتبًا تابعًا لأمانة الحزب الشيوعي الصيني. وكان دينج لي تشون أول مدير له. في عام 1987، بعد الإطاحة بالمصلح هو ياو بانغ من منصبه كأمين عام للحزب الشيوعي الصيني، ونتيجة لتهميش دينج لي تشون سياسياً، أعيد تنظيم المكتب وأُطلق عليه اسم المكتب المركزي لإصلاح الهيكل السياسي، برئاسة باو تونغ، الذي كان في ذلك الوقت السكرتير الرئيسي لزعيم الحزب آنذاك زاو زيانغ. تم طرد باو في وقت لاحق مع رئيسه، عندما فقد تشاو حظوته بعد احتجاجات ساحة تيانانمن عام 1989. في ذلك العام، تم دمج مكتب الإصلاح السياسي مع "مكتب البحوث الريفية المركزي"، وبعد ذلك اتخذ اسمه الحالي.
وكان المكتب القوة الرئيسية وراء صياغة أيديولوجيات ثلاث إدارات متعاقبة: "التمثيلات الثلاث" لجيانغ زيمين، والنظرة العلمية للتنمية لهو جينتاو، والحلم الصيني لشي جين بينغ. ويعتبر وانغ هونينغ، الذي تولى المنصب في عام 2002، أحد المستشارين الرئيسيين لشي جين بينغ.
إدارياً، يعتبر المكتب على نفس مستوى وزارة الدولة. وكان رئيسه السابق وانغ هو نينغ عضواً في المكتب السياسي للحزب الشيوعي الصيني منذ عام 2012، وقبل ذلك كان عضواً في الأمانة العامة. وقد منح هذا وانغ رتبة "نائب زعيم الوطني". بالإضافة إلى ذلك، بدءًا من عام 2013، يقع مكتب لجنة الإصلاحات الشاملة المركزية في هذا المكتب ويرأسه وانغ هو نينغ.  

## المسؤوليات
يتولى المكتب مهمة صياغة تقارير العمل المقدمة إلى مؤتمرات الحزب والمؤتمرات الحزبية الرئيسية، بما في ذلك تقارير مؤتمرات الحزب وقرارات الجلسات العامة، فضلاً عن صياغة ومراجعة "الوثائق الرئيسية لمركز الحزب" و"بعض الخطب الرئيسية للقادة المركزيين". كما يقدم المكتب رؤى وأبحاثًا حول أيديولوجية الحزب ونظرياته، فضلاً عن جدوى المبادرات السياسية الرئيسية.   كما يحلل ويجمع البيانات عن حالة الاقتصاد وإرسال التوصيات ذات الصلة إلى قيادة الحزب. 
يتألف المكتب من عدة أقسام، يشرف كل منها على السياسة والاقتصاد و"بناء الحزب" والفلسفة والتاريخ والثقافة والشؤون الدولية والشؤون العامة والشؤون الريفية. في عام 2007، تم إنشاء إدارة متخصصة في "الشؤون الاجتماعية".  يقع المكتب داخل المكتب العام للحزب الشيوعي الصيني، والذي يُطلق عليه "المركز العصبي" للحزب. 

## قائمة الرؤساء
1. دنج لي تشون، مديرًا لمكتب الأبحاث بالأمانة العامة (1981 – سبتمبر 1987)
2. باو تونغ، مديرًا لمكتب إصلاح البنية السياسية (ديسمبر 1987 – يوليو 1989)
3. وانغ ويتشنغ (أغسطس 1989 – أغسطس 1997)
4. تنغ ون شنغ (أغسطس 1997 – أكتوبر 2002)
5. وانغ هونينغ (أكتوبر 2002 – أكتوبر 2020)
6. جيانغ جين تشيوان (أكتوبر 2020 – حتى الآن)